# Кампо Стафи (Фрозиноне)
Кампо Стафи је насеље у Италији у округу Фрозиноне, региону Лацио.
Према процени из 2011. у насељу је живело 10 становника. Насеље се налази на надморској висини од 1780 м.